# Liste der spanischen Botschafter in Italien
Bis 1870 residierte der italienische König Viktor Emanuel II. in Turin. Die Botschaft befindet sich in der Via della Fontanella di Borghese 19 in Rom.

## Botschafter
| Ernennung Akkreditierung | Name                                                 | Bemerkungen | ernannt von                  | akkreditiert bei  | Posten verlassen |
| ------------------------ | ---------------------------------------------------- | --- | ---------------------------- | ----------------- | ---------------- |
| 1870                     | Francisco de Paula Montemar                          | Ministre plénipotentiaire (* 1825; † 1889) | Amadeus I.                   | Urbano Rattazzi   |                  |
| 1876                     | Diego Coello de Portugal y Quesada                   | Ministre plénipotentiaire | Alfons XII.                  | Agostino Depretis |                  |
| 1882                     | Cipriano del Mazo y Gherardi                         | Ministre plénipotentiaire | Alfons XII.                  | Agostino Depretis |                  |
| 1885                     | Felipe Méndez de Vigo y Osorio                       | Ministre plénipotentiaire | Maria Christina              | Agostino Depretis |                  |
| 1886                     | Juan Antonio Rascón Navarro Seña y Redondo           | | Alfons XIII.                 | Agostino Depretis | 1889             |
| 1899                     | Francisco Merry y Colom                              | | Alfons XIII.                 | Luigi Pelloux     | 1900             |
| 1900                     | Cipriano del Mazo y Gherardi                         | | Alfons XIII.                 | Giuseppe Saracco  | 1901             |
| 1903                     | Enrique Dupuy de Lôme                                | | Alfons XIII.                 | Giovanni Giolitti | 1904             |
| 1904                     | Luis Polo de Bernabé Pilón                           | | Alfons XIII.                 | Giovanni Giolitti | 1905             |
| 1905                     | José Brunetti y Gayoso, duque de Arcos               | | Alfons XIII.                 | Tommaso Tittoni   | 1907             |
| 1907                     | Juan Pérez Caballero y Ferrer                        | | Alfons XIII.                 | Sidney Sonnino    | 1909             |
| 1910                     | Ulpiano González de Olañeta, marqués de Valdeterrazo | | Alfons XIII.                 | Luigi Luzzatti    | 1911             |
| 1911                     | Ramón Piña y Millet                                  | (* 1859) 1902–1903 ernannter Gesandter in Nanking, 18.–30. November 1909 Außenminister 13. März 1907 – 24. Juni 1909: Gesandter in Washington, D.C. | Alfons XIII.                 | Giovanni Giolitti | 1916             |
| 1916                     | Wenceslao Ramírez de Villaurrutia                    | | Alfons XIII.                 | Paolo Boselli     | 1923             |
| 1923                     | Francisco de Reynoso y Mateo                         | | Alfons XIII.                 | Benito Mussolini  | 1924             |
| 1924                     | Cipriano Muñoz y Manzano                             | | Alfons XIII.                 | Benito Mussolini  | 1931             |
| 1931                     | Gabriel Alomar                                       | | Niceto Alcalá Zamora         | Benito Mussolini  | 1934             |
| 1934                     | Justo Gómez Ocerín                                   | | Niceto Alcalá Zamora         | Benito Mussolini  | 1936             |
| 1936                     | Manuel Aguirre de Cárcer                             | | Manuel Azaña                 | Benito Mussolini  | 1936             |
| 1937                     | Pedro García Conde                                   | | Francisco Franco             | Benito Mussolini  | 1942             |
| 1942                     | Raimundo Fernández Cuesta y Merelo                   | | Francisco Franco             | Benito Mussolini  | 1945             |
| 1945                     | José Antonio de Sangroniz y Castro, Marqués de Desio | | Francisco Franco             | Ferruccio Parri   | 1956             |
| 1956                     | Emilio de Navasqüés                                  | | Francisco Franco             | Antonio Segni     | 1959             |
| 1959                     | José María Doussinague                               | | Francisco Franco             | Antonio Segni     | 1962             |
| 1962                     | Alfredo Sánchez Bella                                | | Francisco Franco             | Fernando Tambroni | 1969             |
| 1969                     | Juan Pablo de Lojendio Irure, marqués de Vellisca    | | Francisco Franco             | Giovanni Leone    | 1972             |
| 1972                     | José Antonio Giménez Arnau y Gran                    | | Francisco Franco             | Giulio Andreotti  | 1976             |
| 1976                     | Carlos Robles Piquer                                 | (* 13. Oktober 1925) er war Konsul in Nador. | Adolfo Suárez                | Giulio Andreotti  | 1979             |
| 1979                     | Gabriel Cañadas Nouvillas                            | († 12. März 2007) | Adolfo Suárez                | Francesco Cossiga | 1982             |
| 1982                     | José Aragonés Vilá                                   | (* 1915; † Juni 1998 in Madrid) trat 1943 in den auswärtigen Dienst                                                                                 | Leopoldo Calvo-Sotelo        | Amintore Fanfani  | 1983             |
| 1983                     | Jorge de Esteban                                     | Felipe González | Bettino Craxi                | 1987              |                  |
| 1987                     | Emilio Menéndez del Valle                            | | Felipe González              | Amintore Fanfani  | 1994             |
| 1994                     | María de las Mercedes Rico Carabias                  | [ 3 ] | Felipe González              | Silvio Berlusconi | 1996             |
| 1997                     | Juan Prat y Coll                                     | [ 4 ] | José María Aznar             | Romano Prodi      | 2000             |
| 2000                     | José de Carvajal Salido                              | [ 5 ] | José María Aznar             | Giuliano Amato    | 2004             |
| 2004                     | José Luis Dicenta                                    | | José Luis Rodríguez Zapatero | Silvio Berlusconi | 2007             |
| 2007                     | Luis Calvo Merino                                    | | José Luis Rodríguez Zapatero | Romano Prodi      | 2011             |
| 2011                     | Alfonso Lucini                                       | | José Luis Rodríguez Zapatero | Silvio Berlusconi | 2013             |